# Geulumpang Gld
Geulumpang Gld is een bestuurslaag in het regentschap Pidie van de provincie Atjeh, Indonesië. Geulumpang Gld telt 258 inwoners (volkstelling 2010).